# Meet the Rizzos
Meet the Rizzos (Originaltitel: City Island) ist eine US-amerikanische Filmkomödie aus dem Jahr 2009, die sich um die Familie Rizzo und ihre kleinen Geheimnisse im Umgang miteinander dreht.

## Handlung
Vince lebt mit seiner Familie in City Island in der Bronx und arbeitet als Gefängniswärter. Das Familienleben ist nicht immer einfach, auch weil jeder das eine oder andere Geheimnis mit sich trägt. Vince selbst muss eines Tages erfahren, dass er einen unehelichen Sohn hat: den 24-jährigen Tony Nardella, der bei ihm im Gefängnis einsitzt. Vince nutzt ein Programm zur Bewährungshilfe aus, um seinen Sohn bei sich als Haushaltshilfe anzustellen, damit er ihn näher kennenlernen kann – erzählt jedoch niemandem, nicht einmal Tony selbst, dass er sein Sohn ist. Noch ein Geheimnis von Vince: Er besucht heimlich einen Schauspielkurs (den Michael Malakov leitet), wo er eine platonische Liebe zu Molly (auch eine aufstrebende Schauspielerin) pflegt.
Das kleine Geheimnis seiner Tochter Vivian: Sie wurde in ihrem College wegen Drogenkonsums aus dem Stipendiatenprogramm geworfen und verdient ihren Lebensunterhalt nun als Stripperin. Sein Sohn Vince Jr. wiederum hat eine sexuelle Vorliebe für übergewichtige Frauen und fantasiert deswegen von seiner 150 kg schweren Nachbarin. Seine Frau Joyce schließlich raucht heimlich wieder, obwohl sie selbst ein striktes Nichtrauchergebot im Haus einzuhalten fordert. Außerdem hat es ihr der gutaussehende Tony angetan, weswegen sie sich ihm zu nähern versucht, nicht ahnend, dass es sich um ihren Stiefsohn handelt.
Vince verpatzt beinahe sein Vorsprechen für einen Martin-Scorsese-Film, er spielt eine Marlon-Brando-Imitation aus Der Pate vor. Doch als er sich an die Worte von Tony erinnert, sich niemals hinter etwas „Falschem“ zu verstecken, zeigt er eine Leistung, mit der er seinen Schauspiellehrer Malakov aussticht und die ihm eine Filmrolle einbringt. Inzwischen spielt Joyce ihre Reize gegenüber Tony voll aus und sehnt sich nach dessen Nähe. Vinnie freundet sich mit seiner übergewichtigen Nachbarin an, diese bringt ihm bei, wie er das Herz eines übergewichtigen Mädchens aus seiner Schule erobern könne.
Die Spannungen innerhalb der Familie nehmen zu. Tony versucht, der ganzen Scheinheiligkeit zu entkommen, und schnappt sich das Auto. Er will so weit wie möglich wegfahren, kommt aber gerade mal bis zu einem Stripclub ganz in der Nähe und muss zusehen, wie die Tochter der Rizzos sich vor ihm entkleidet. Er schleppt sie ab und bringt sie nach Hause, wo es zu einer offenen Konfrontation mit allen Familienmitgliedern kommt. Als Vince dann offenbart, wer Tony wirklich ist, muss dieser erkennen, dass er wohl versucht hat, vor seiner eigenen Familie davonzulaufen. Nach und nach werden nun Fehler eingeräumt und auch Vince stellt fest, dass es sich doch eigentlich lohnen würde, für seine Familie zu arbeiten. Schließlich vergeben sich alle gegenseitig ihre Fehler und heißen das neue, von der Situation völlig überwältigte Mitglied Tony in dieser bizarren, aber liebevollen Familie willkommen.

## Kritiken

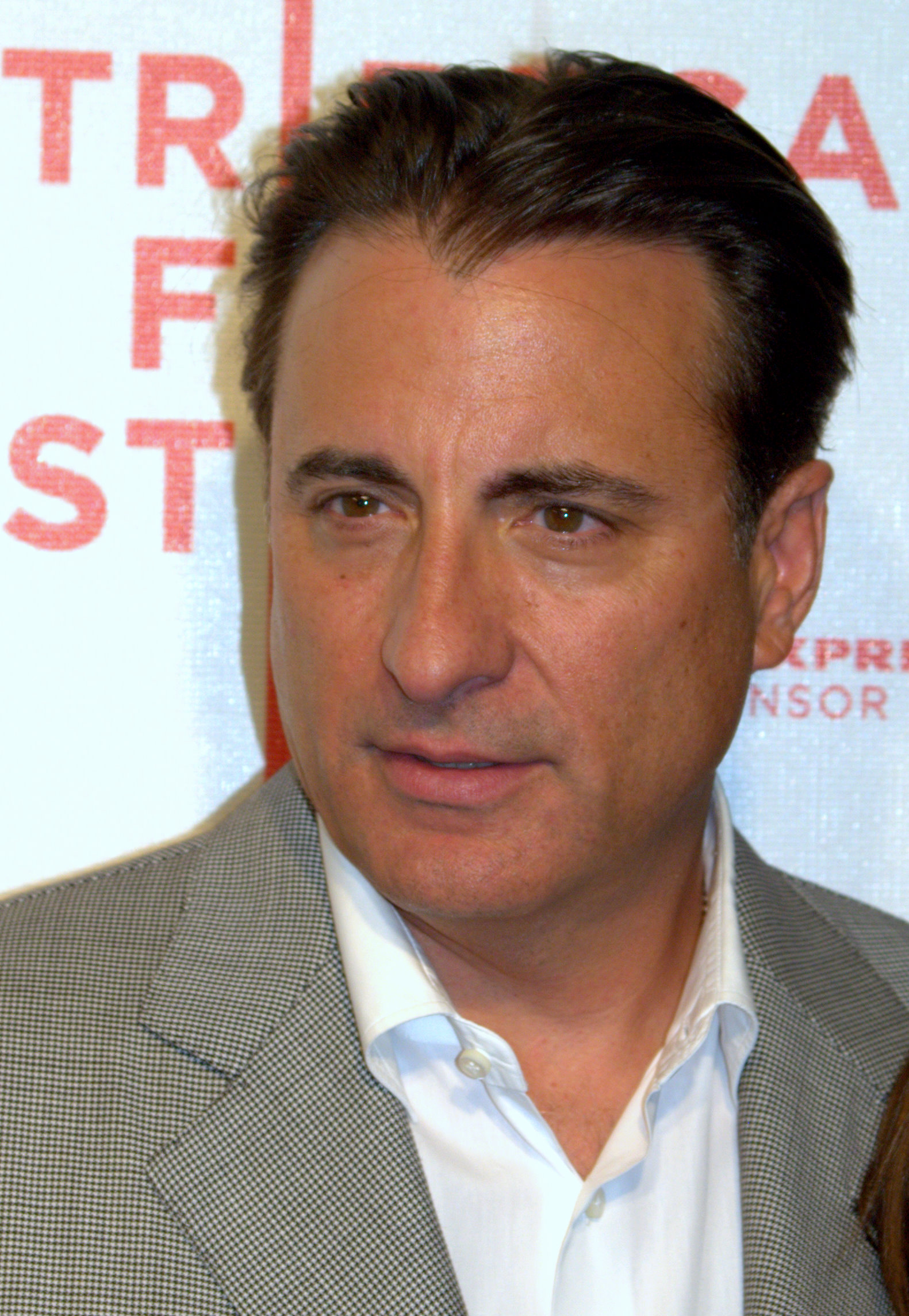
Andy García bei der US-Premiere auf dem Tribeca Film Festival am 26. April 2009

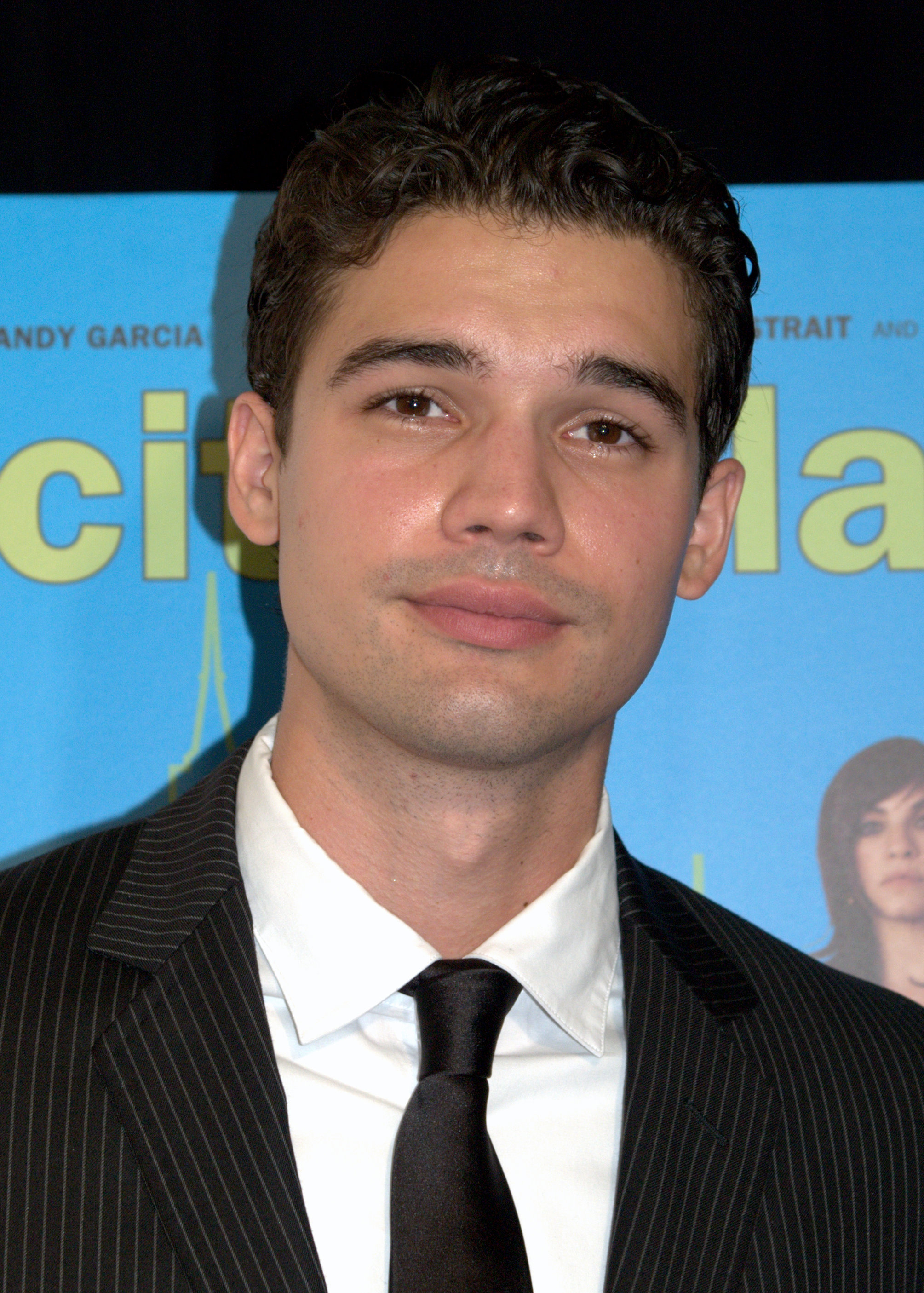
Steven Strait bei der US-Premiere auf dem Tribeca Film Festival am 26. April 2009

Der Film erhielt überaus positive Kritiken – sowohl vonseiten der Kritik als auch vom Publikum. So konstatiert Rotten Tomatoes bei 105 Kritiken eine Zustimmung von 83 %, während von über 25.000 Usern auch 79 % den Film positiv bewerteten. Metacritic weist bei 28 professionellen Filmrezensionen eine durchschnittliche Bewertung von 66 % aus.
Roger Ebert merkt an, dass De Felittas Inszenierung immer genau den richtigen Ton treffe und seine Figuren nie aus Effektgründen der Lächerlichkeit preisgebe. Ja, sie seien alle dumm und töricht, wie wir alle auch, aber sie verdienten das Glück, das sie erfahren. (But don't get the idea „City Island“ is a laff riot. For this story about these people, it finds about the right tone. They're silly and foolish, as are we all, but deserve what happiness they can negotiate.)
Jeannette Catsoulis schreibt in der New York Times über die vielen Geheimnisse einer Arbeiterfamilie, die in vielen herzlichen und einfachen Momenten (“City Island” is softened by some sweet, low-key moments) inszeniert wurde und dass gerade Vinces permanent verletzlich dreinblickende Augen den Wunsch nach Veränderung ausdrückten, den der Film als Bekenntnis zur Konformität verstehe (In Vince’s permanently wounded eyes the desire for change is as clear as the movie’s commitment to conformity).
John Anderson schreibt in der Washington Post, dass das Wunderbare an der Geschichte des Films sei, wie viele große Geheimnisse von so wenigen Menschen verheimlicht werden können (One of the amazing things about „City Island“ is the realization […] of just how many enormous secrets are being harbored by so few people).
Auch die britische Kritik nahm den Film positiv auf, und so schrieb Philip French im Guardian, dass der Film sporadisch amüsant sei und er über einige hervorragende Momente verfüge, was vor allen Dingen an den Schauspielern liege (sporadically amusing and has a couple of outstanding moments both to do with acting).
Frank Scheck beschreibt im Hollywood Reporter, dass der Regisseur und Drehbuchautor De Felitta mit den Absurditäten zwar ein wenig übertreibe, aber man merke, dass er seine Charaktere möge (Director-screenwriter De Felitta […] piles on the absurdities a bit thick, but his obvious affection for the characters). Ebenso seien die Aufführungen reizvoll. Gerade García sei enorm ansprechend bei seinem Vorsprechen, was definitiv das Highlight des Filmes sei (The performances, too, are delightful. Garcia is terrifically appealing in his uncharacteristic turn, with his hilarious audition scene providing the film's highlight.).

## Hintergrund
- De Felitta hatte einen Cousin, der als Justizvollzugsbeamter gearbeitet und ebenfalls unerwartet einen Sohn gefunden hat (I had a cousin who started as a corrections officer, who found a son he never admitted to within his family).[9]
- Da Vince Rizzo als Italo-Amerikaner angelegt ist, hatte De Felitta gehofft, dass Robert De Niro oder James Gandolfini vielleicht die Rolle übernehmen würde; doch beide waren nicht verfügbar. Bevor die Rolle umgeschrieben werden musste, konnte allerdings der Kubaner Andy García verpflichtet werden. Dies jedoch nur, da er bereits in Der Pate III einen Italiener gespielt hatte.[10]
- Andy García war von dem Drehbuch so überzeugt, dass er nicht nur die Produktion übernahm, sondern auch seine persönlichen Freunde Emily Mortimer und Alan Arkin zur Mitarbeit überreden konnte.[11]
- In der New York Times las De Felitta einen Artikel über den Ort City Island, von dem er als New Yorker noch nie gehört hatte, und war darüber verwundert, dass, wenn dort gedreht wurde, dieser Ort immer als Connecticut herhalten musste.[10]

## Veröffentlichung
Nach seiner Weltpremiere bei der Berlinale lief der Film am 23. Juli 2009 offiziell in Russland an. Anschließend wurde City Island weltweit auf mehreren Filmfestivals gezeigt, unter anderem beim Deauville Film Festival, in Cannes und beim Stockholmer Film Festival. Ab dem 19. März 2010 lief der Film in den US-Kinos und spielte, bei einem Budget von rd. 6 Mio. US-Dollar, seitdem weltweit insgesamt 7,8 Mio. Dollar ein, davon allein 6,7 Mio. Dollar in den USA. Am 18. Oktober 2011 erschien er in Deutschland auf DVD.

## Auszeichnungen
- Satellite Awards
  - 2010 – Bester Hauptdarsteller (Komödie/Musical) – Andy García (nominiert)